# Киевская братская школа
Киевская братская школа — одна из братских школ в Киеве в XVII веке, основана в 1615 году Киевским братством при Братском монастыре по образцу иезуитских образовательных учреждений.

## История
В основу её устава (1620 год) положен устав Львовской братской школы. Киевская братская школа была попыткой православных мещан Киева сохранить свои обычаи и поднять на высокий уровень православное образование, которые снизились на фоне роста популярности идей унии и католической иезуитской системы образования.
Первым ректором школы был Иов Борецкий (1615 −1618). Ректорами также были Мелетий Смотрицкий (1619—1620), Касьян Сакович (1620—1624) и Фома Иевлевич (1628—1632).
Из Киевской братской школы вышло немало выдающихся русских деятелей XVII века. В ней учились дети мещан и казаков. Материальную помощь школе оказывали Пётр Сагайдачный и Галшка Гулевичевна. 15 октября 1615 года Галшка Гулевичевна подарила свой киевский дом и землю вокруг него Киевскому братству. В 1632 году Киевскую братскую школу объединили со школой Киево-Печерской лавры. После объединения школы были реорганизованы в высшее учебное заведение — Киево-Могилянскую коллегию, которая с 1701 года была переименована в академию.

## Обучение
Школа делилась на отдельные классы, которые сами носили название школ. Для учащихся преподавались славянский, греческий, польский и латинский языки.

## Известные выпускники
- Спиридон Соболь
- Димитрий Ростовский (1662-1665) [1]